# Ottokar Keil
Eduard Gustav Ottokar Keil (* 30. März 1863 in Feldengel; † 18. April 1944 in Hohenebra) war ein deutscher Landwirt und Politiker (BdL, DSP, DNVP, ThLB, NSDAP).

## Leben
Keil war der Sohn des Gutsbesitzers und Bürgermeisters Ernst August Günther Albert Keil und dessen Ehefrau Johanne Pauline Auguste geborene Syring. Er war evangelisch-lutherischer Konfession und heiratete am 29. April 1887 in Hohenebra Emilie Güntherine Hedwig Müller (* 24. Februar 1868 in Hohenebra; † 20. Januar 1948 ebenda), die Tochter des Ökonomen Eduard Müller.
Keil lebte seit seiner Heirat als Gutsbesitzer in Hohenebra. Er war Mitglied der Landwirtschaftskammer Schwarzburg-Sondershausen und zwischen 1904 und 1919 zeitweise deren Vorsitzender. Ebenfalls war er zeitweise Vorsitzender des Landwirtschaftlichen Pferdeversicherungsvereins für die Unterherrschaft in Sondershausen sowie der Schwarzburg-Sondershausener landwirtschaftlichen Berufsgenossenschaft (1919) und Vorstand der Dampfmolkerei Hohenebra e.G.
Er war führendes Mitglied des Bundes der Landwirte und dann der Deutsch-Sozialen Partei. Für die DSP kandidierte er bei der Reichstagswahl 1912 im Reichstagswahlkreis Fürstentum Schwarzburg-Sondershausen und erhielt dort 19,8 % der Stimmen.
Von 1896 bis 1923 war er Landtagsabgeordneter in Schwarzburg-Sondershausen. Zunächst gehörte er dem Landtag des Fürstentums Schwarzburg-Sondershausen an, nach der Novemberrevolution für die DNVP dem Landtag des Freistaates Schwarzburg-Sondershausen und nach der Bildung des Landes Thüringen der Gebietsvertretung Schwarzburg-Sondershausen. Ab 1919 war er dort Alterspräsident. Er war 1919/1920 stellvertretendes Mitglied im Volksrat von Thüringen.
1922 bis 1925 war er für den Thüringer Landbund Mitglied im Kreisrat im Landkreis Sondershausen. Zum 1. Mai 1933 trat er der NSDAP bei (Mitgliedsnummer 3.073.646).

## Auszeichnungen
- Amtmann (1905)
- Oberamtmann (1907)
- Fürstliches Ehrenkreuz III. Klasse (1913)
- dazu Eichenbruch (1916)